# سویاتوسلاوکا
سویاتوسلاوکا (انگلیسی: Svyatoslavka) یک شهرک در بخش راکیتیانسکی استان بلگورود کشور روسیه است.